# Kościół Niepokalanego Poczęcia Najświętszej Maryi Panny w Mirosławcu
Kościół Niepokalanego Poczęcia Najświętszej Maryi Panny w Mirosławcu – rzymskokatolicki kościół parafialny należący do dekanatu Mirosławiec, diecezji koszalińsko-kołobrzeskiej, zlokalizowany w Mirosławcu, w powiecie wałeckim, w województwie zachodniopomorskim. 

## Historia
Pierwotna świątynia została wzniesiona w 1543 roku. Po pożarze miasta została odbudowana w 1721 roku z elementami stylu barokowego przez ród von Blankenburgów. Przebudowany w latach 1883-1885 poprzez dodanie neoromańskiej wieży.

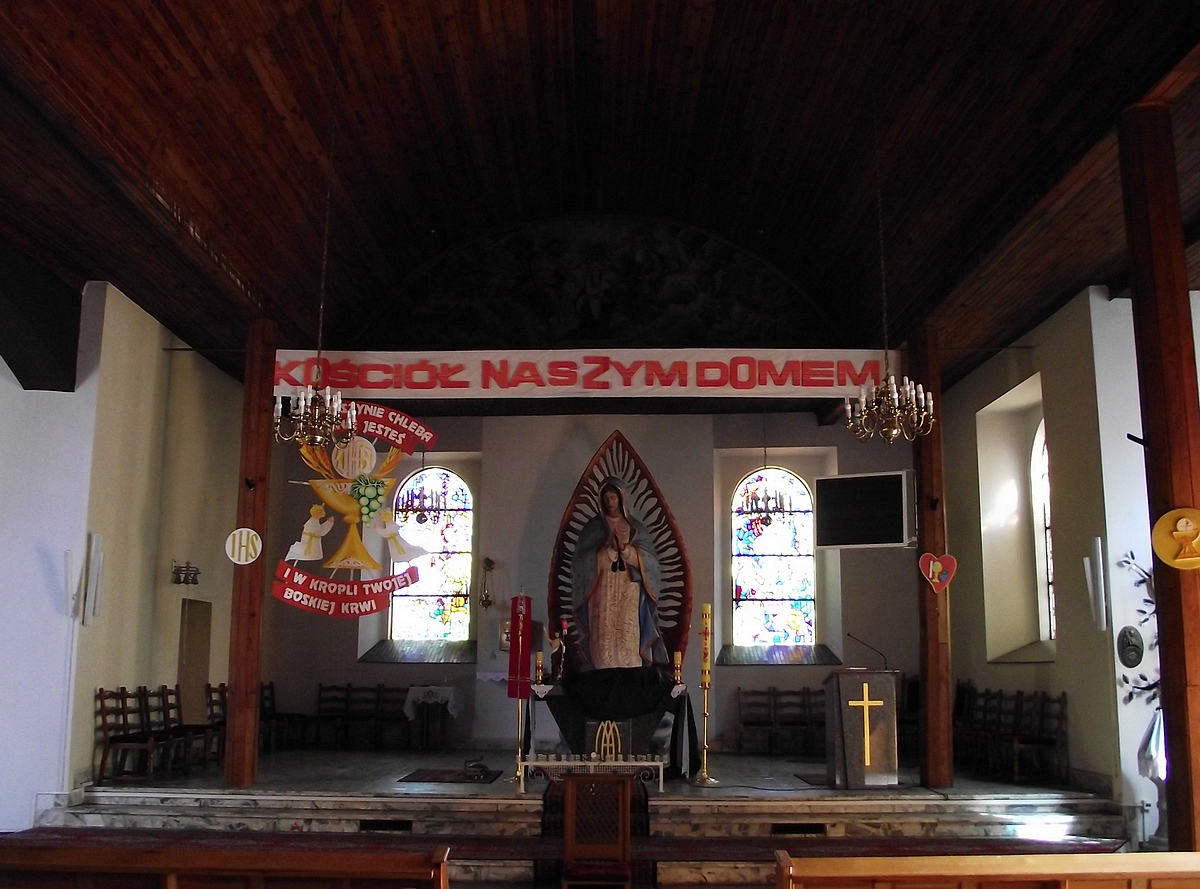
Wnętrze świątyni

## Architektura
Kościół został wybudowany z cegły. Budowla jednonawowa, od zachodu jest usytuowana wieża, od północy i południa mieszczą się kaplice, od wschodu znajduje się zakrystia. Nawa posiada dach trójspadowy, natomiast wieża pokryta jest dachem iglicowym. Mury świątyni mają skromną dekorację: lizeny, gzymsy.

## Wyposażenie
Z dawnego wyposażenia zachowały się: chrzcielnica i chór muzyczny z XVIII wieku. Dawniej w kościele mieściły się dwa renesansowe ołtarze, ale zostały rozebrane na początku lat. 90. XX wieku z powodu ich złego stanu technicznego.